# Liste der Monuments historiques in Montreuil-sur-Thérain
Die Liste der Monuments historiques in Montreuil-sur-Thérain führt die Monuments historiques in der französischen Gemeinde Montreuil-sur-Thérain auf.

## Liste der Objekte
| Bezeichnung               | Beschreibung                             | Standort                        | Kennzeichnung | Schutzstatus | Datum | Bild |
| ------------------------- | ---------------------------------------- | ------------------------------- | ------------- | ------------ | ----- | ---- |
| Skulptur Madonna mit Kind | Holz, polychrom gefasst, 16. Jahrhundert | in der Kirche Notre-Dame (Lage) | PM60004848    | Inscrit      | 2007  |      |